# Albóndigas

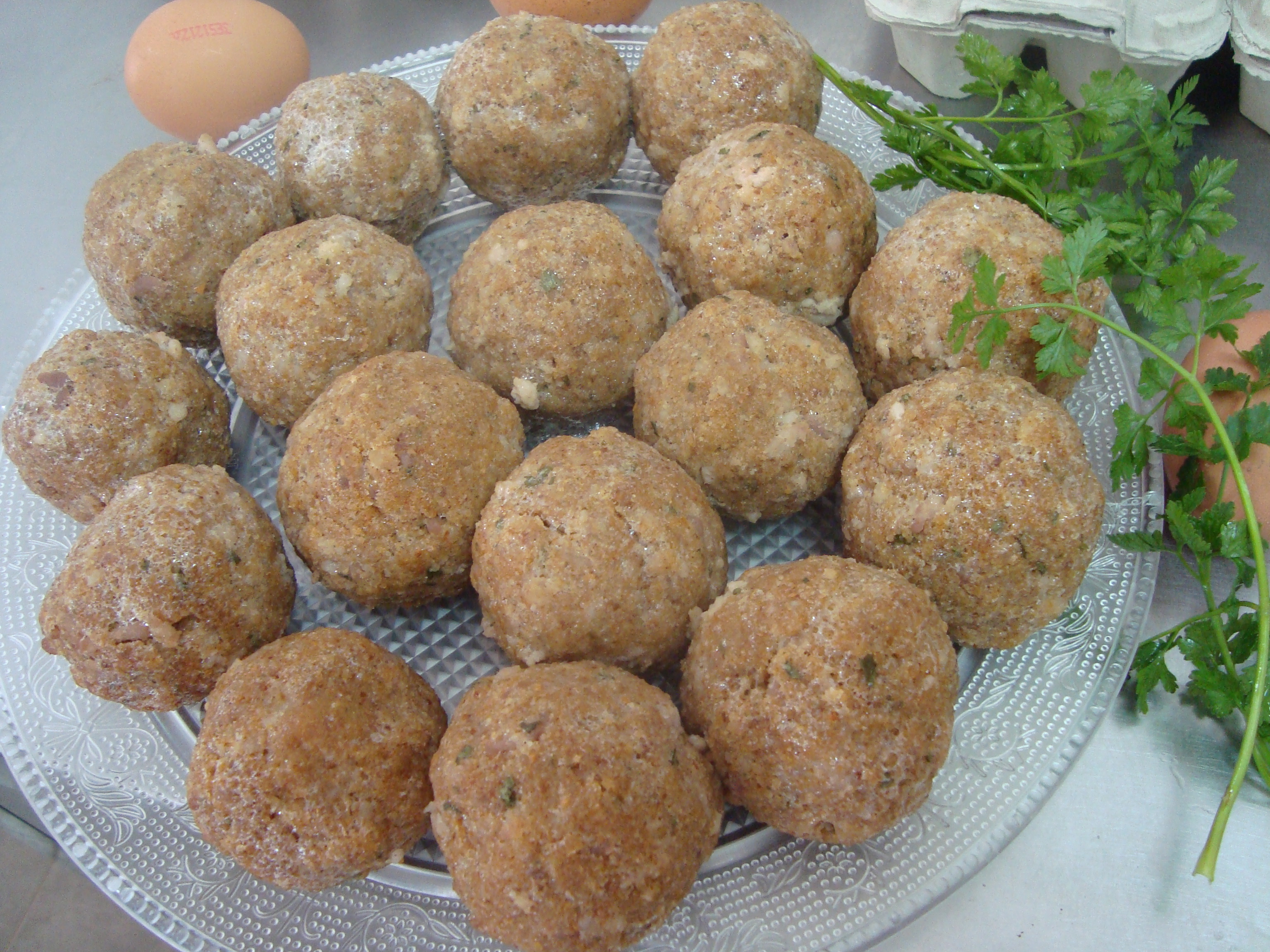
Ejemplo de albóndigas.

Las albóndigas son una popular preparación culinaria de diferentes gastronomías del mundo, que básicamente consiste en bolas de pequeño tamaño (de entre 3 y 10 cm) de carne picada mezcladas con diferentes condimentos según el lugar, y cocinadas fritas, cocidas o guisadas según la receta. La carne puede ser de pollo, de cerdo, de ternera, etc. y algunos condimentos habituales son: perejil, pan viejo, cebolla, comino, huevo, entre otros. Aunque son menos comunes, se pueden preparar albóndigas de pescado, de marisco o vegetarianas.
También se llaman «albondiguillas», generalmente para las unidades de menor tamaño.

## Etimología
La palabra española «albóndiga» proviene del idioma árabe البندقة al-búnduqah, que en sentido literal significa ‘avellana’, y en sentido figurado se usa como ‘bola’, ‘bolita’, ‘cosa pequeña y redonda’. A su vez, bunduqa es la arabización de la palabra griega ποντικόν pontikón, que es una abreviación de κάρυον ποντικόν káryon pontikón (‘nuez póntica’), ya que así se denominaban las avellanas, que eran cultivadas en la región del Ponto (en la actual Turquía).
De hecho, existen muchas formas derivadas en varias lenguas del Oriente Medio: en árabe y persa, بندق bunduq; en hindi, बंदूक़ bandūk; en ruso, фундук funduk; en griego moderno, φουντούκι funtuki; en turco, fındık; etc.
«Almóndiga» es una corrupción habitual en el idioma español, considerada vulgar y en desuso por la Real Academia. Al portugués ha pasado como almôndega.

## Historia

### Antigüedad
Esta forma de elaborar la carne existe desde épocas inmemoriales, por lo que determinar un origen preciso o un creador con nombre y apellidos es prácticamente imposible. En el siglo IX a. C. el rey Asurnasirpal II mandó trasladar la capital de su imperio, Asiria, a la ciudad de Kalkhu. Movilizó a miles de trabajadores para construir la muralla, los canales y demás infraestructura de la ciudad, lo que se alargó por varios años. Al acabar la gran obra, organizó uno de los mayores banquetes conocidos en la Antigüedad, que incluía varios miles de bueyes, terneros, corderos, pescado, antílopes, patos, etc. De este banquete surgen las tablillas de arcilla de Yale, el primer «libro de cocina» de la historia, en el cual se expone una receta de albóndigas, las cuales incluyen carne picada (no especifica animal), huevo batido, pan remojado, cilantro, perejil, menta, cebolla, pimienta y sal. Se mezcla todo, se bolean colocando una pasa de uva en el centro de cada bolita, se enharinan, se fríen en aceite y se cuecen en una salsa de nueces y melaza de granada. Si bien son las primeras albóndigas de las cuales se tiene constancia, probablemente la receta es más antigua incluso.
En el capítulo II de De re coquinaria, un libro de cocina de la Antigua Roma, ya aparecen varias recetas de albóndigas, llamadas isicium en latín. Incluye albóndigas de pollo, pavo o incluso sesos, todas condimentadas generalmente con garum. Las llamadas iscia marina, se elaboran con pescado desmenuzado, ostras, langostinos y otros productos del mar, o bien de calamar (iscia de lolligine) condimentados con pimienta, levístico, comino y raíz de laser, cuya invención se atribuye a Heliogábalo.

### Edad Media
En España, tradicionalmente se le ha atribuido a Ziryab la invención de la albóndiga. Ziryab fue un músico, cantante, poeta y gastrónomo de origen kurdo que vivía en el Emirato de Córdoba durante el siglo IX. En su momento, Ziryab generó tendencia en la corte de Abderramán II, alterando los modos de comer y vestir. Se le atribuye la autoría de numerosas recetas, desde dulces de frutos secos hasta el pisto. Sin embargo, Ziryab lo que hizo fue traer a la penínsulas ciertas costumbres culinarias de su lugar natal en Oriente. Las albóndigas rápidamente se convirtieron en un plato típico de la cocina andalusí y un clásico de la cocina sefardí.
El historiador granadino Luis del Mármol documenta el término en su Descripción general de África (1573): «Venden fideos, almojábanas y albóndigas hechas de carne picada con especias y fritas en aceite».

## Gastronomías del mundo

### América

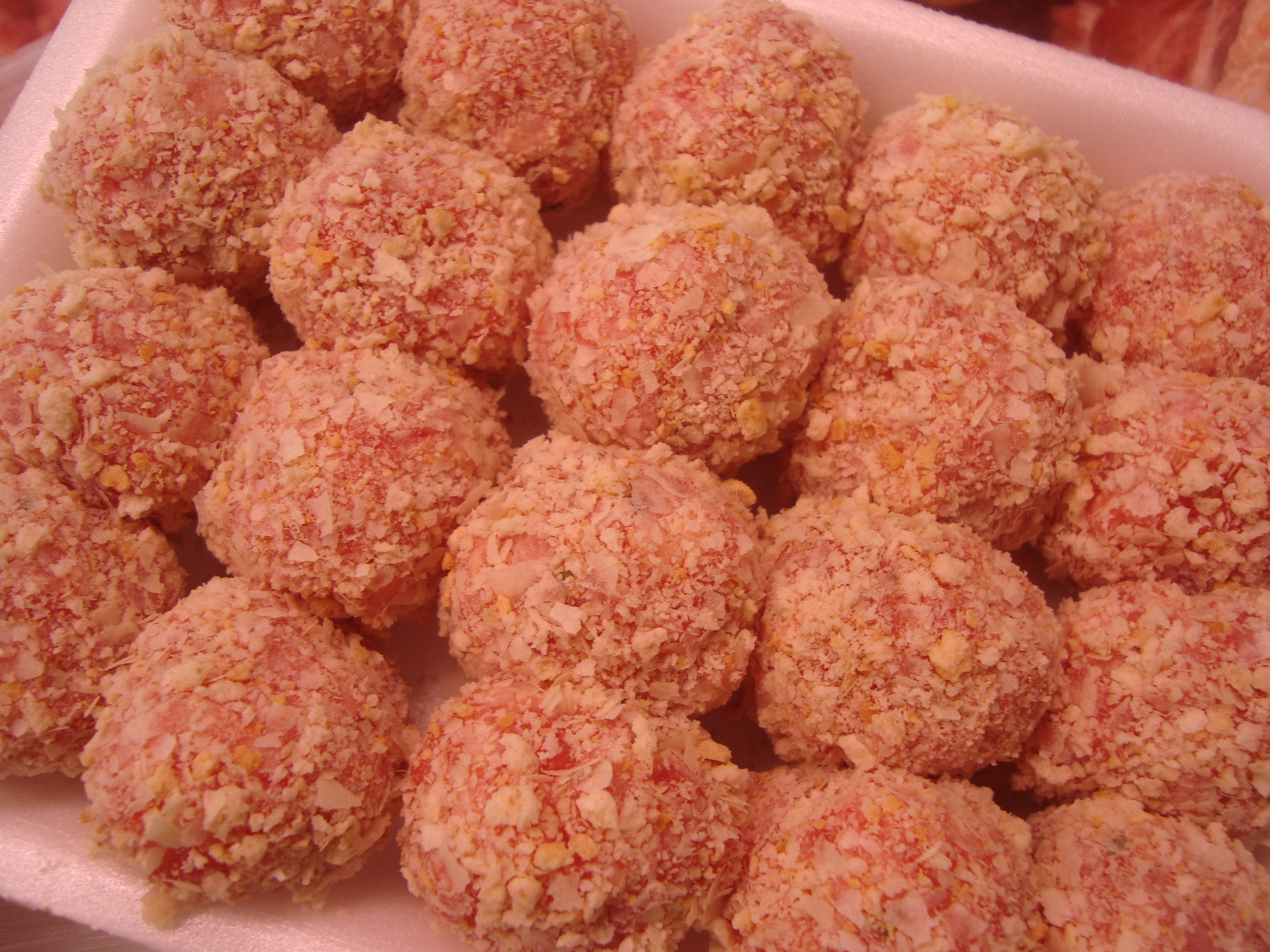
Albóndigas de carne sin cocinar.

- Albóndigas de carne sin cocinar.En Argentina, se preparan de tres modos distintos muy similares a la forma española: 
  - Hervidas: generalmente se rebozan con harina refinada de trigo.
  - Fritas: se hacen con carne de vaca picada y un rebozo semejante al de las milanesas: con huevo, ajo, perejil y pan rallado. Después de freírlas ligeramente, se terminan de cocer en una salsa hecha tradicionalmente a base de un sofrito de cebolla, rodajas de cebolla, harina, vino blanco y especias.
  - Al horno: Se sirven generalmente como primer plato durante los inviernos y otoños con salsa, papas o arroz.
- En Bolivia se las come con salsa de ají, fideos o arroz, y  papas cocidas.
- En Brasil, las albóndigas se llaman almôndegas y se sirven generalmente con espagueti.
- En Chile son bolas de carne molida con pan rallado, huevo y perejil que se cuecen en un caldo de carne al que luego se le agrega arroz y se sirve caliente. También se sirve en una sopa llamada cazuela de albóndigas.
- En Estados Unidos, las albóndigas se sirven comúnmente con espagueti tal y como en spaghetti and meatballs, un plato fundamental en la cocina italo-estadounidense. Un bocadillo de esta gastronomía es el sándwich de albóndigas. Son por regla general de muy gran tamaño.
- En Colombia se sirven con frijoles, lentejas, sopas de verduras o arroz y en el sancocho.
- En Costa Rica son bolas de carne picada, con pan rallado o masa de maíz y especias, que se sirven con achiote en sopa o pastas.[12]
- En México se preparan alternativamente con carne molida de res o cerdo y generalmente cocinadas con caldo de tomate y varios tipos de pimientos picantes (chile), y se acompañan de arroz cocido y frijoles. Se come con tortillas de masa de maíz nixtamalizado (curado con cal).

También existe la variante donde la carne de res es mezclada con arroz y yerbabuena, y se ponen a cocer en un caldo a base de tomate, cebolla, cilantro y ajo molidos.
Otra preparación popular en el país muy similar a la antes mencionada son las albóndigas rellenas de huevo duro y cocidas en salsa de tomate.
- En Perú, también existen, se preparan en forma redonda con carne molida y salsa de tomate.
- En la República Dominicana y Panamá, se preparan en forma redonda, con pan rallado, especias y vegetales.
- En Paraguay se le conoce como So'o Apu'a (en guaraní).
- En Puerto Rico se emplean en un bocadillo de gran tamaño conocido como albondigazo, en el cual se colocan dentro de un pan de ajo, se cubren con salsa de tomate (no ketchup) y se acompaña con otros ingredientes como queso rallado, tocino, pepinillos, mayonesa, mostaza, etc.
- En Uruguay se preparan con carne picada, huevo, pan rallado, condimentos y se le puede agregar ricotta y/o aceitunas. Se mezclan todos los ingredientes y se les da forma con las manos para que las albóndigas queden compactas y no se desarmen. Generalmente se acompañan con arroz blanco.[13][14]
- En Venezuela se hacen de carne molida de res condimentada, ligeramente selladas en una sartén para luego terminarlas de cocinar en un sofrito a base de tomate, cebolla, ajo, pimentón y ají dulce finamente picados hasta crear una salsa, por último se sirven acompañadas de arroz blanco, plátano maduro asado o frito en tajadas, ensalada y queso blanco fresco. Ocasionalmente se sirven con espagueti. Suele ser muy típico prepararlas en la ciudad de La Victoria, estado Aragua; lo que les vale el nombre de albóndigas victorianas.

### Asia
- En China las albóndigas se hacen de cerdo y generalmente se cuecen al vapor, se hierven, se comen crudas o con adición de salsa de soja. Pueden tener un tamaño que va desde 5 cm de diámetro hasta 10 cm. Las albóndigas cocidas al vapor planas se denominan la cabeza de león. Las variedades más pequeñas se utilizan en sopas.
- En Filipinas, las albóndigas frecuentemente se sirven en una sopa con bijon, ajo tostado, calabaza y chicharrones. Las albóndigas se llaman mga bola-bola en los idiomas locales.
- En Indonesia, a las albóndigas se llama bakso y se sirven generalmente en un tazón junto con una sopa, con los tallarines, con queso de soja, huevos, siomay, o carne frita.
- En Japón se emplean como un filete de hamburguesa cuyos ingredientes son muy similares al hanbāgu.
- En Turquía hay más de 80 tipos de albóndigas (köfte), tienen muchas variantes regionales.

### Europa
- En Italia se cocinan unas bolas de carne características denominadas polpettas.
- En Francia se conocen como boulettes o boulets (en el norte). En la región de Rosellón, se denominan boles de picolat[15]. El término quenelle también se usa para referirse a tipos de albóndigas dependiendo de la región.[16]

## Galería

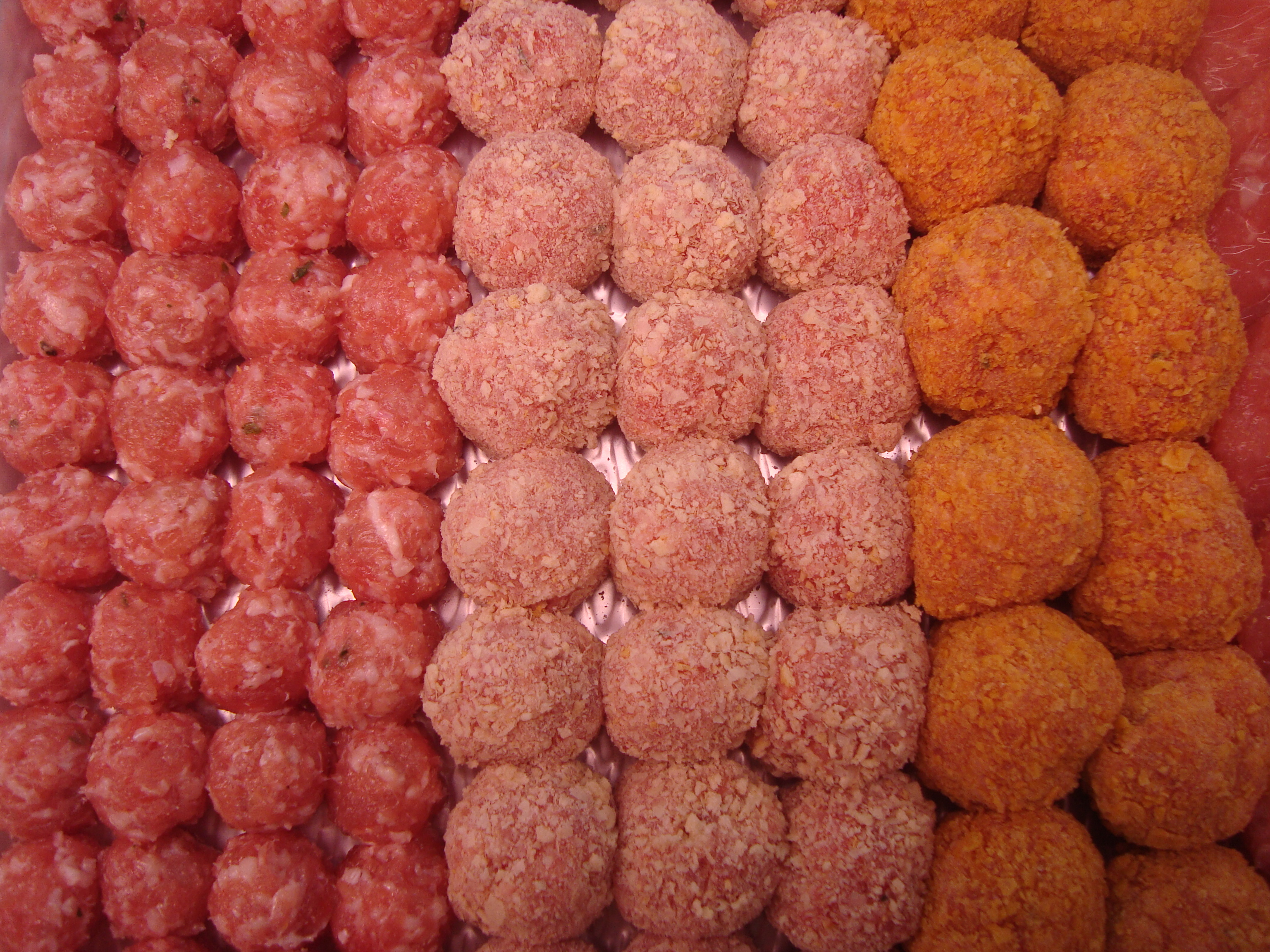
Albóndigas crudas de diversos tipos
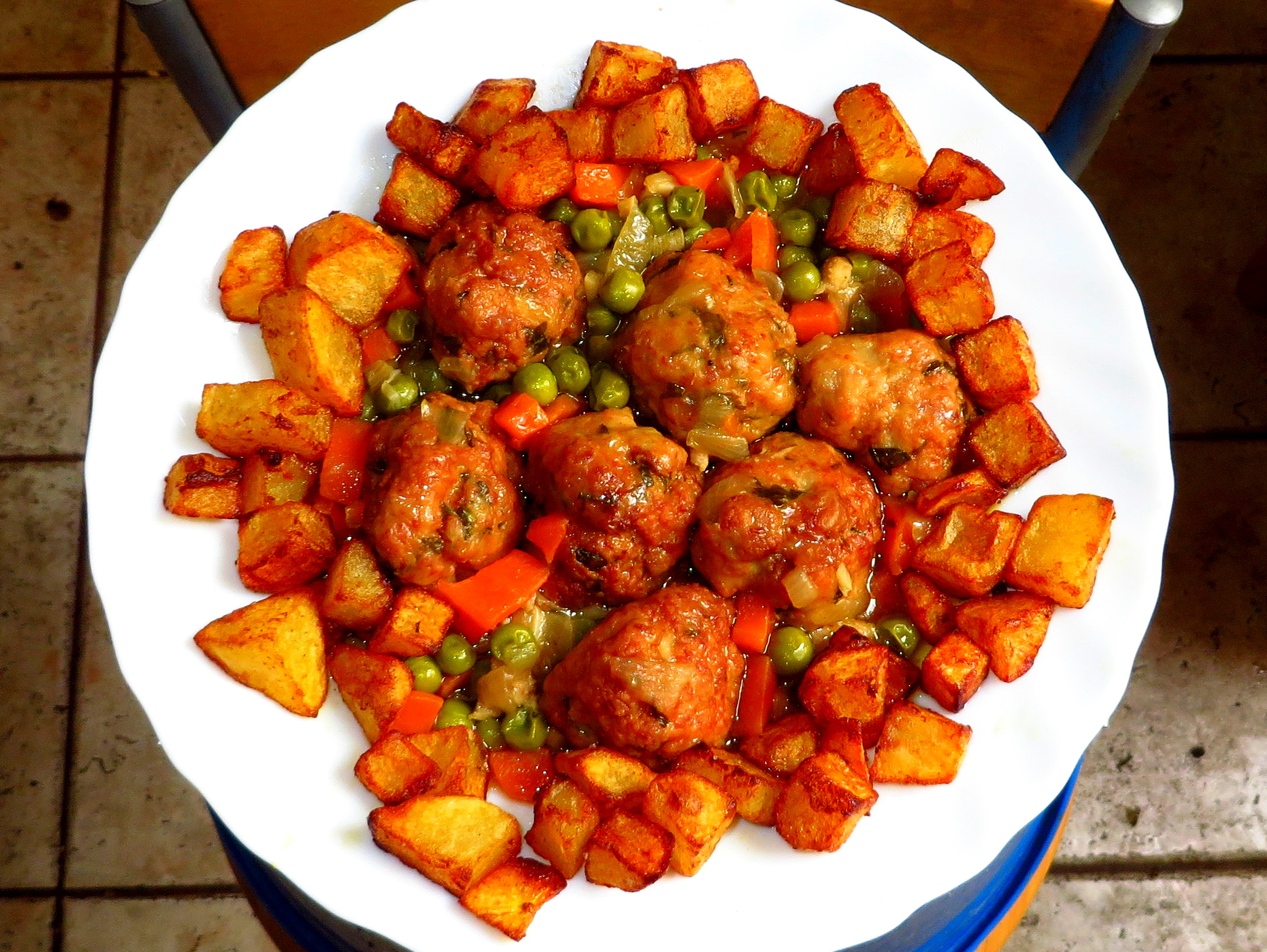
Albóndigas en salsa con patatas fritas (España)
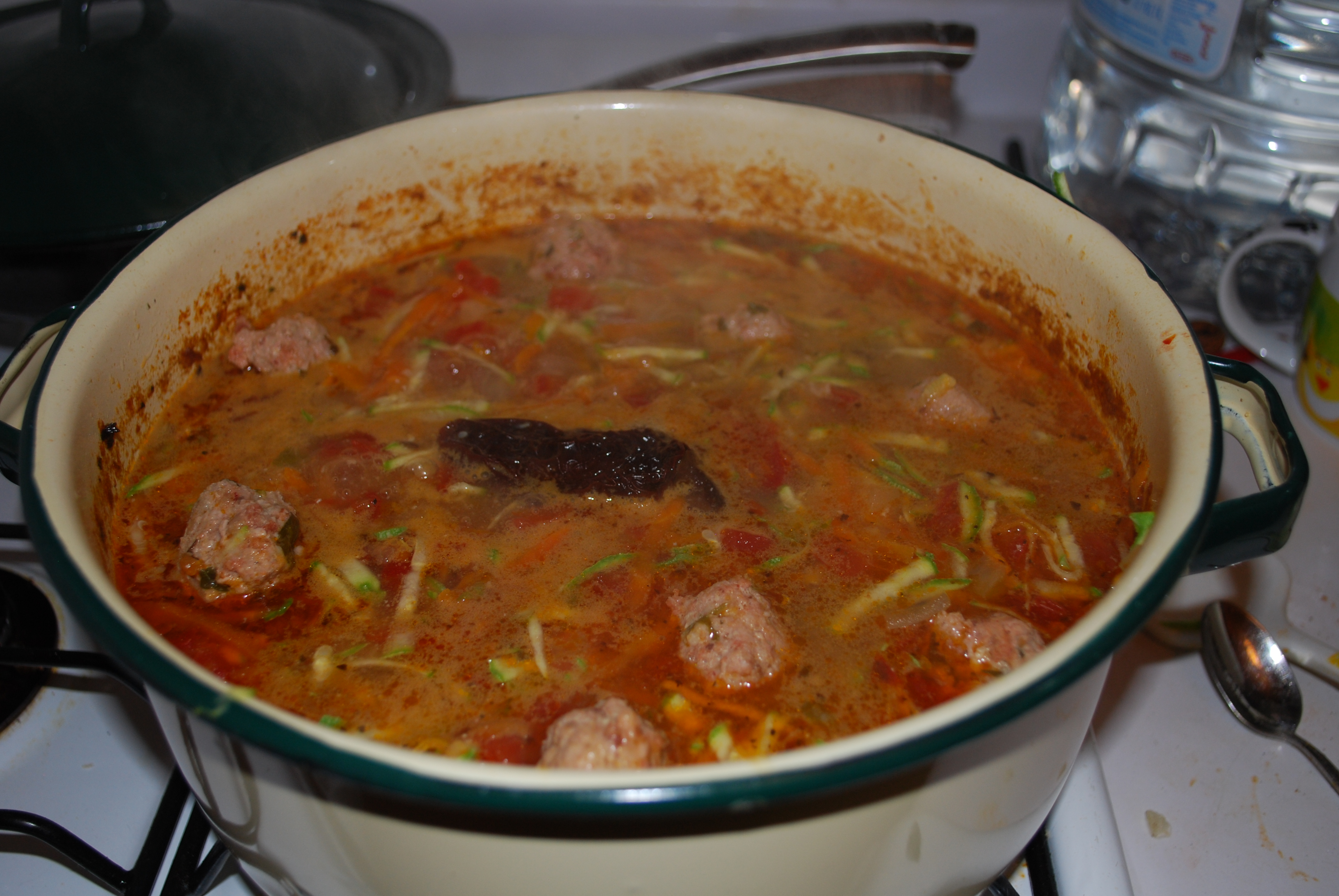
Sopa de albóndigas (México)
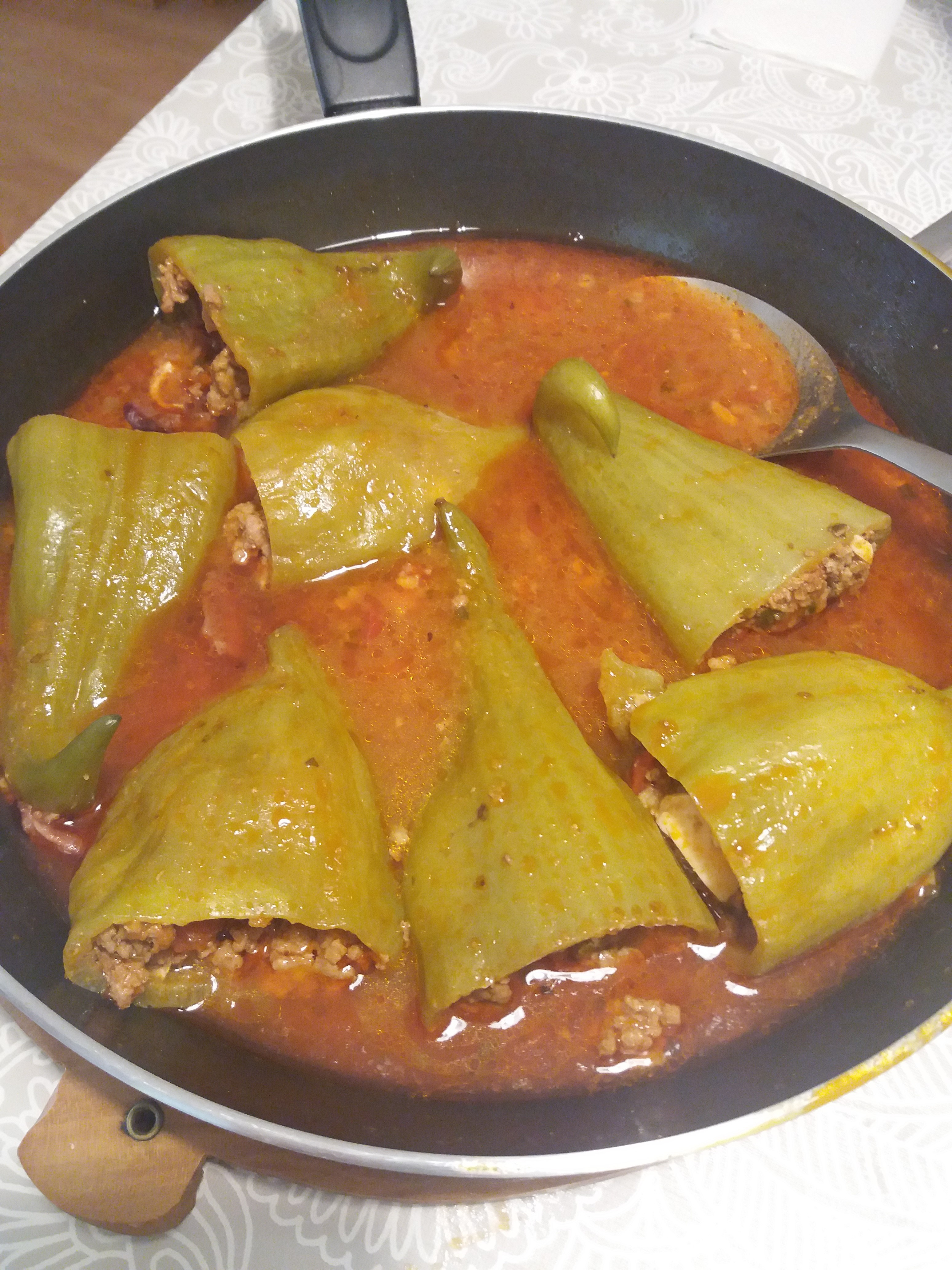
Albóndigas peruanas (caiguas rellenas)
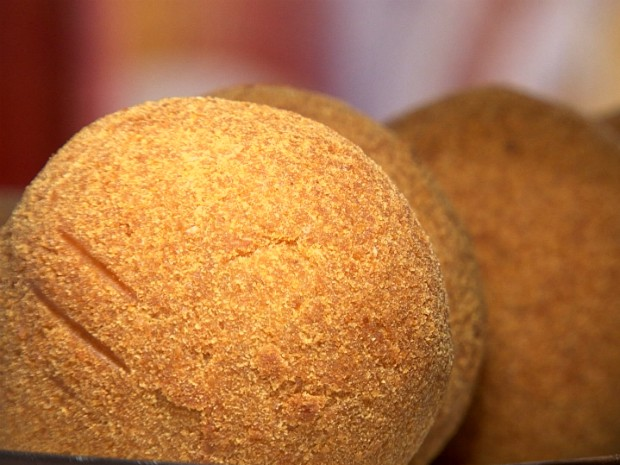
Bolinho de carne (Brasil)
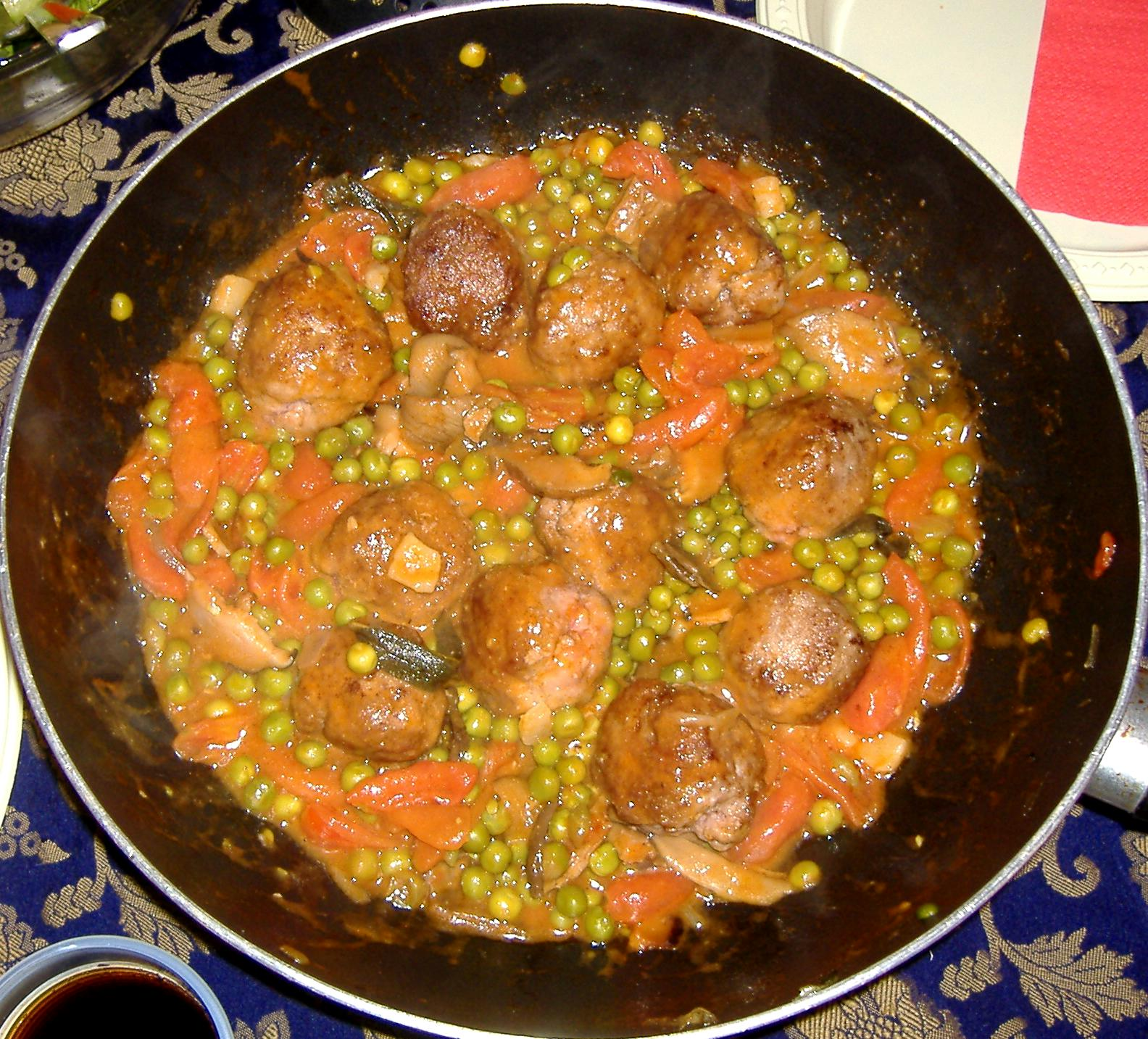
Polpette italiano
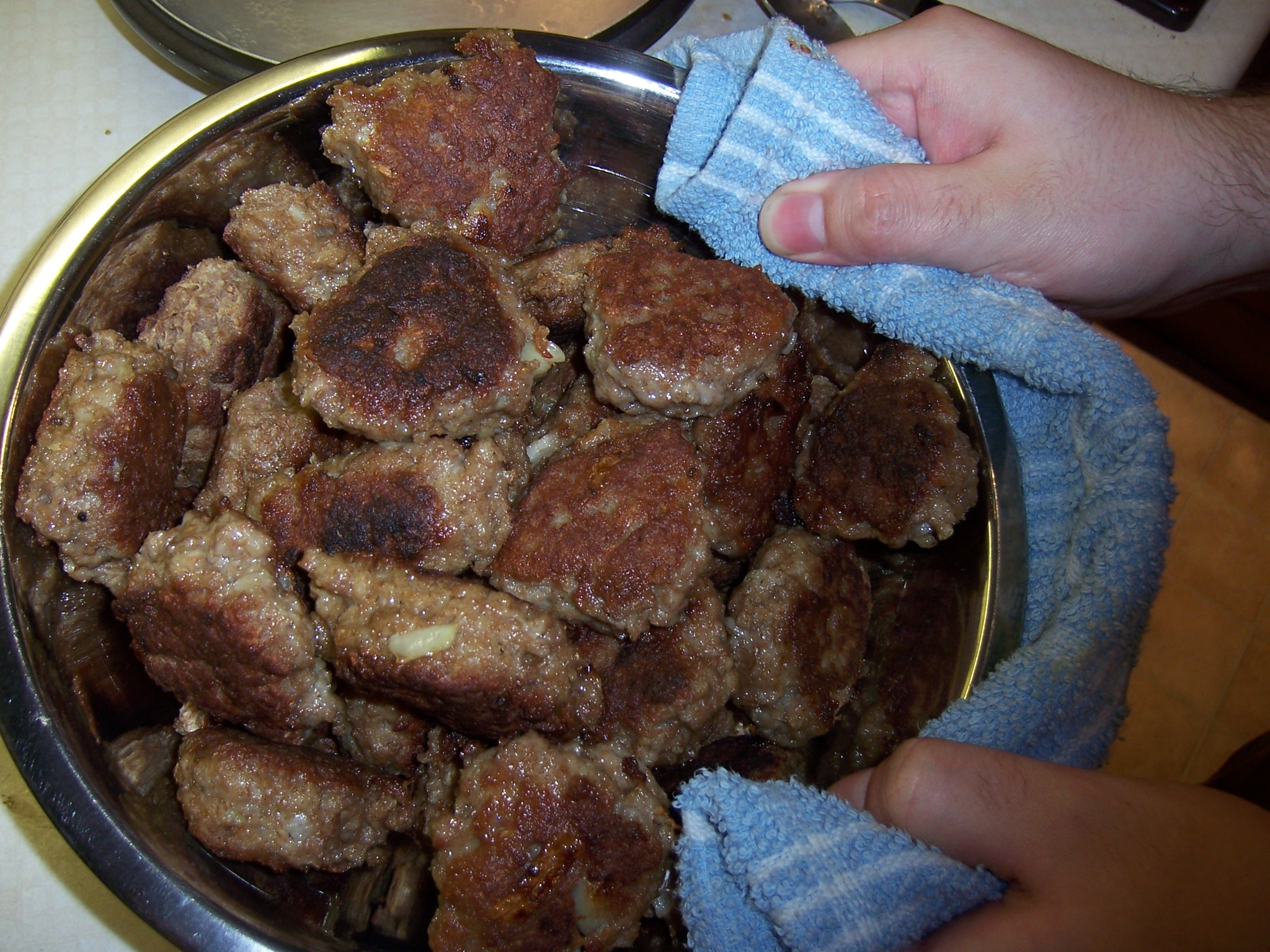
Frikadeller, albóndigas de Dinamarca y Alemania
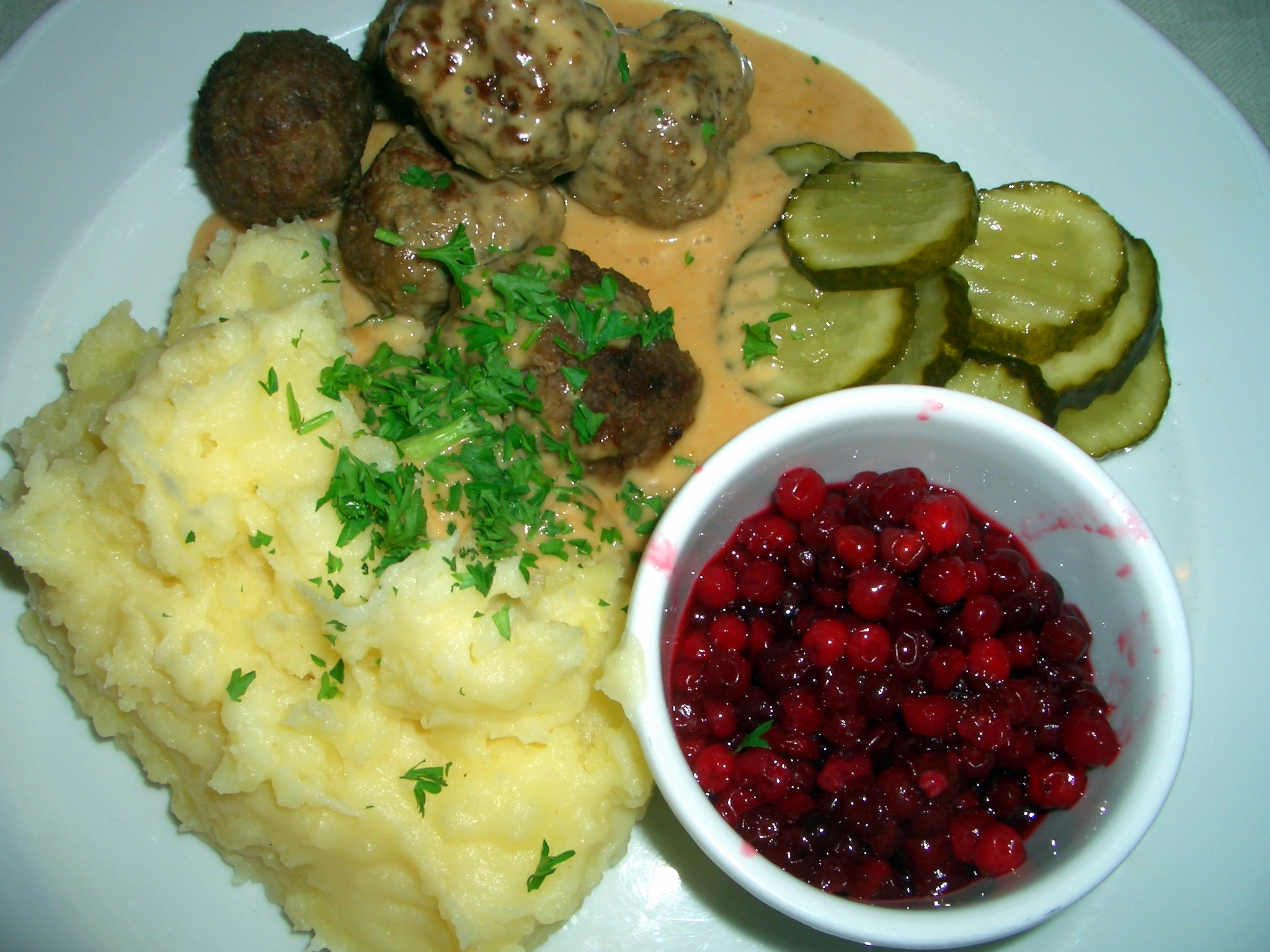
Albóndigas al estilo sueco (köttbullar)
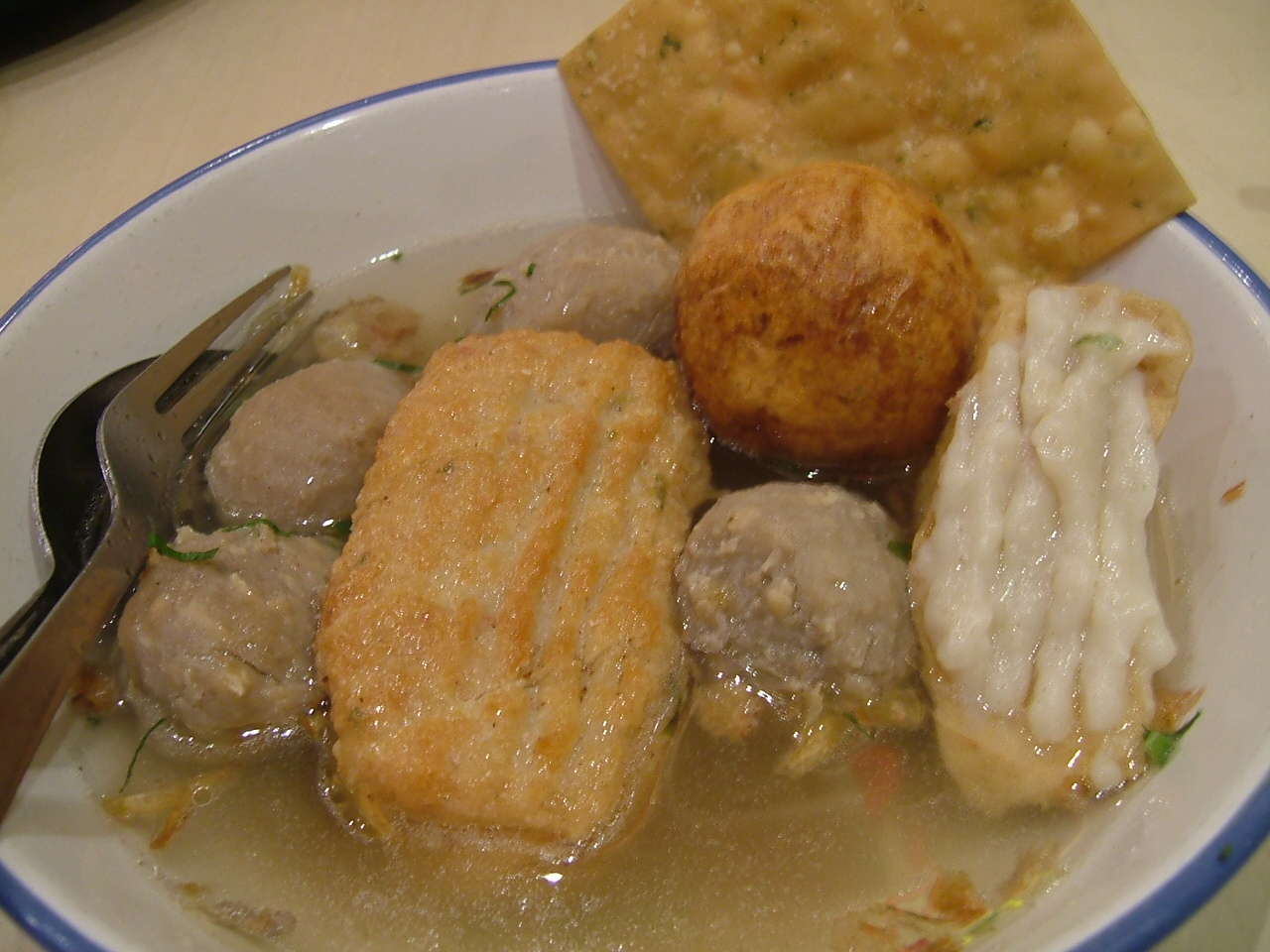
Albóndigas chinas
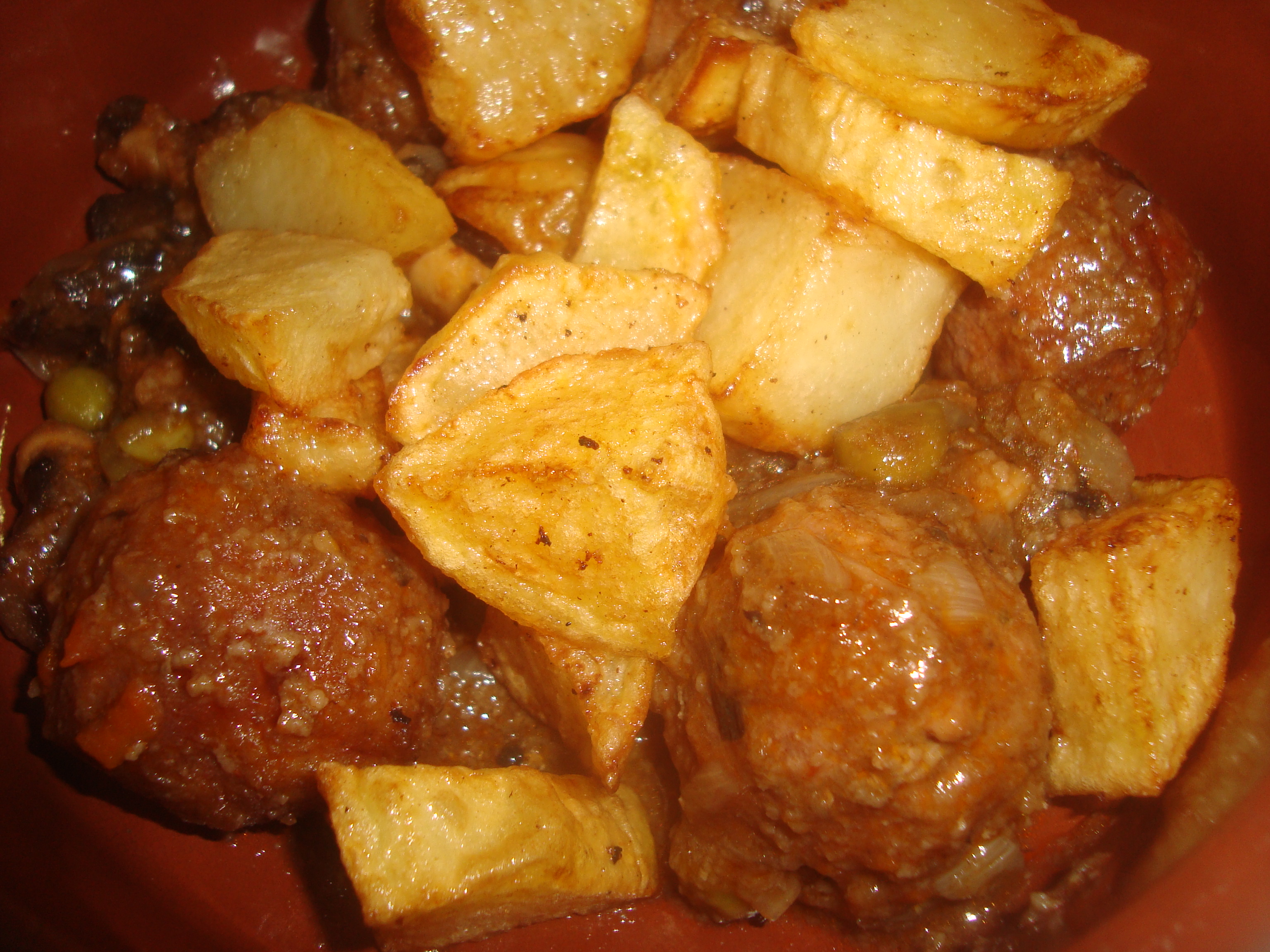
Albóndigas con salsa y patatas fritas, plato típico de España.
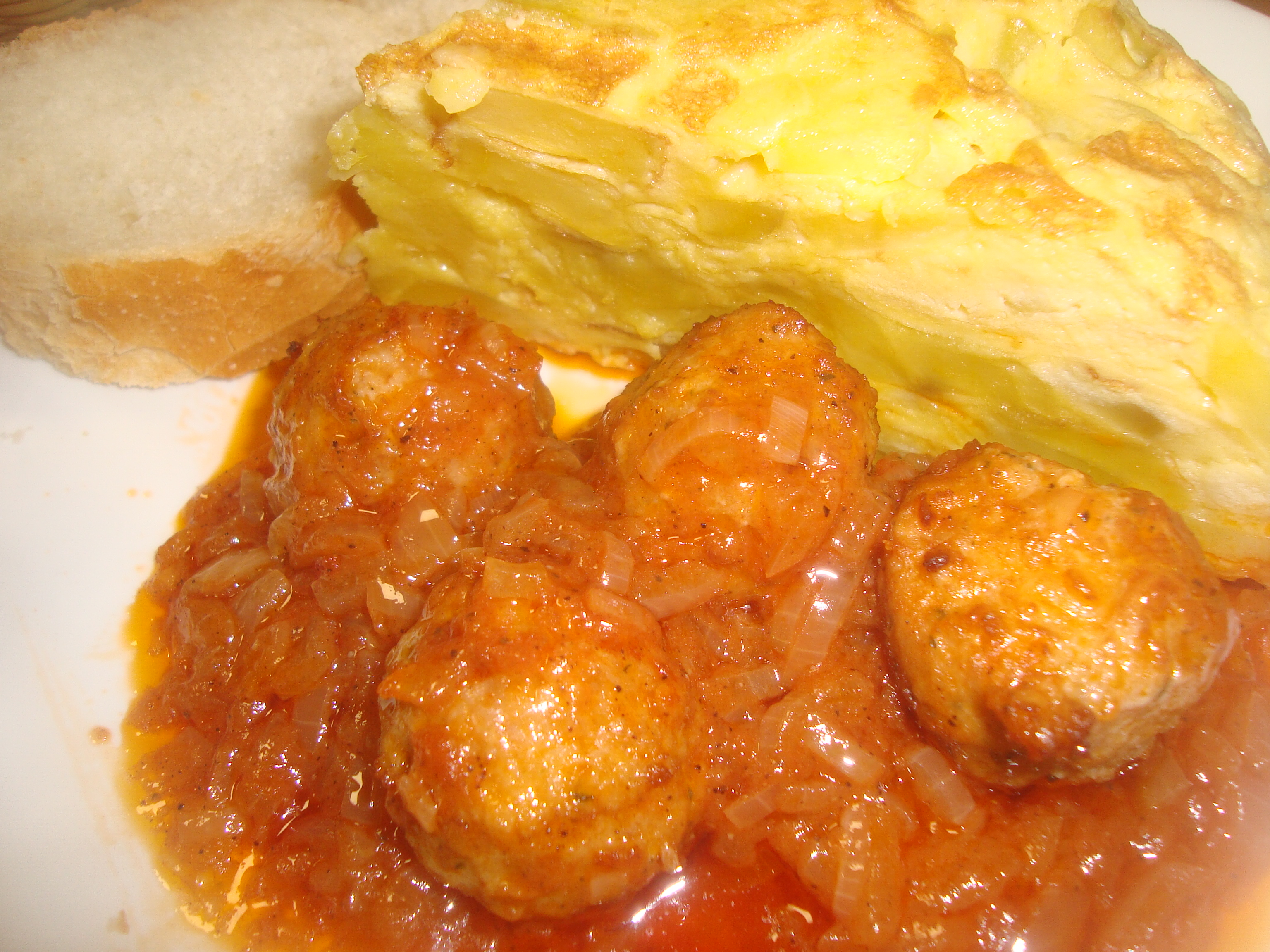
Almuerzo típico valenciano, plato con tortilla de patatas y albóndigas con salsa.